# 膜苞早熟禾
膜苞早熟禾（学名：Poa bracteosa）为禾本科早熟禾属下的一个种。